# Rivière Trudel
Pour les articles homonymes, voir Trudel.
Ne doit pas être confondu avec Rivière Trudelle.
La rivière Trudel est un affluent de la rivière Ouareau, coulant sur la rive nord du fleuve Saint-Laurent, entièrement dans la municipalité de Chertsey, dans la municipalité régionale de comté (MRC) de Matawinie, dans la région administrative des Laurentides, au Québec, au Canada.
Le cours de la rivière Trudel traverse les lacs Lane, Brûlé, Jaune et d’Argent, où la villégiature s’est développée. Cette rivière coule vers le sud, puis vers l'ouest, dans une petite vallée forestière.

## Géographie
La rivière Trudel prend sa source à l'embouchure du 7e Lac (Lac Chertsey) (longueur : 2,8 km ; largeur maximale : 0,9 km ; altitude : 293 m). Ce lac est situé dans la partie est de Chertsey.
L'embouchure de ce lac est situé au sud du lac, soit à 3,3 km au nord-ouest de la limite de Rawdon, à 8,6 km au nord-est du centre du village de Chertsey et à 2,8 km à l'ouest de la confluence de la rivière Trudel.
À partir de l'embouchure du lac Chertsey, la rivière Trudel coule sur 7,6 km, selon les segments suivants : 
- 2,0 km vers le sud-est dans Chertsey en traversant le lac Lane, jusqu’à la rive nord-ouest du lac Brûlé ;
- 0,3 km vers le sud, en traversant la partie ouest du lac Brûlé (longueur : 1,8 km ; altitude : 264 m), jusqu’à son embouchure ;
- 0,6 km vers l'ouest, jusqu’à la rive ouest du lac Jaune ;
- 0,9 km vers le sud, en traversant le lac Jaune (longueur : 1,5 km ; altitude : 260 m), jusqu’à son embouchure ;
- 1,0 km vers le sud-ouest, jusqu’à la rive sud-est du lac d’Argent ;
- 0,7 km vers le nord-ouest, en traversant sur sa pleine longueur le lac d’Argent (altitude : 230 m), jusqu’à son embouchure ;
- 2,1 km vers le nord-ouest, jusqu'à la confluence de la rivière[2].

La rivière Trudel se déverse sur la rive est de la rivière Ouareau en aval du pont du chemin de l'église. La rivière Ouareau descend vers le sud-est jusqu'à la rive nord de la rivière L'Assomption. La confluence de la rivière Trudel est située à :
- 4,2 km au nord-ouest de la limite de Rawdon ;

- 5,9 km au nord-est du centre du village de Chertsey.

## Toponymie
Ce toponyme évoque l’œuvre de vie de Daniel Truesdell (1805-1872), devenu Trudel en 1853. Ce citoyen canadien-français s’était établi au XIXe siècle dans les environs de la rivière. Son baptême est inscrit le 13 juillet 1835 en l'église catholique de Rawdon ; le même jour, il épouse Adeline Dugas à Saint-Jacques-de-l'Achigan (Saint-Jacques). Le 23 mars 1853, un lot dans le canton de Chersey lui a été attribué. En 1855, il se construit un moulin à scie qu'il cèdera en 1871 à son fils.
Le toponyme rivière Trudel a été officialisé le 18 juillet 1973 à la Commission de toponymie du Québec.